# Kuri Kuri Mix
Kuri Kuri Mix, in Nordamerika The Adventures of Cookie & Cream, ist ein 2000 veröffentlichtes Action-Adventure für PlayStation 2. Das vom japanischen FromSoftware entwickelte Videospiel erschien 2007 als Cookie & Cream auch für Nintendo DS.

## Spielprinzip
Zwei Spieler steuern darin die beiden Hasen Cookie und Cream und müssen zusammenarbeiten, um die Mondprinzessin zu retten. Dabei sind Hindernisse zu überwinden, Rätsel zu lösen und Feinde zu besiegen.
Ein geteilter Bildschirm zeigt auf der oberen Hälfte Cookie und auf der unteren Cream. Die Spieler müssen zusammen Brücken bauen, um Gräben zu überqueren, oder Schalter gleichzeitig betätigen, um Türen zu öffnen. Die Spielwelt besteht aus Wäldern, Wüsten, Wasserwegen und mehr. Jedes Level stellt die Spieler vor Rätsel, Plattform-Parkours und Gegner, die es zu überwinden oder besiegen gilt. Das Spiel verwendet eine farbenreiche 3D-Grafik und fröhliche Musik und Soundeffekte.

## Rezeption
Kuri Kuri Mix erhielt „im Allgemeinen positive“ Bewertungen von Kritikern. Wertungsaggregator Metacritic sammelte neun Testberichte und ermittelte eine Gesamtwertung von 78 von 100 Punkten für die PlayStation-2-Version. Die Nintendo-DS-Version schnitt mit 65 Punkten schlechter ab. Die einzigartige Koop-Mechanik und das ungewöhnliche Level-Design wurden mehrfach gelobt, das Spiel aufgrund seines Fokus auf Kooperation möglicherweise nicht für jeden Spieler geeignet. Die Rätsel der DS-Version Cookie & Cream seien intuitiv, durch ihre Kürze ideal für unterwegs und die Spielwelt insgesamt niedlich. Die Steuerung und der kooperative Spielmodus seien in der PlayStation-Version wesentlich besser umgesetzt gewesen.